# Margaret Murphy O'Mahony
Margaret Murphy O'Mahony, née à Bandon le 7 octobre 1969, est une femme politique irlandaise. 

## Biographie
Elle est élue député à sa première tentative lors des élections générales irlandaises de 2016.
Margaret Murphy O'Mahony est élue au Cork County Council depuis 2014.